# Біллі Гаул
Вільям Волтер Дуглас Гаул (англ. William Walter Douglas Howle; нар. 9 листопада 1989, Скарборо, Північний Йоркшир, Велика Британія) — британський актор, знаний за ролями у фільмах «На пляжі Чезіл» (2017), «Чайка» (2018) і «Король поза законом» (2018). На телебаченні знімався у серіалах E4 «Клей» (2014), «МатиБатькоСин» (2019), BBC «Змій» (2021) і BritBox «Звір повинен померти» (2021), а також серіалі 2024 року від Netflix «Чудова пара» в ролі Бенджі Вінбері.

## Ранні роки
Народився в Скарборо, Північний Йоркшир, в сім'ї шкільної вчительки Елісон і професора музики та композитора Тіма. Друга дитина з чотирьох хлопчиків: старший брат Сем, Джордж й Альфі молодші.
У дитинстві через роботу батька сім'я переїжджала 12 разів, зрештою оселившись у Скарборо. Саме там він став учасником місцевої музичної сцени. У 18 років вступив до театральної школи Bristol Old Vic, перш ніж розпочати свою кар'єру.

## Кар'єра
2014 року дебютував у ролі Джеймса Ворвіка в телесеріалі E4 «Клей». Знявся у фільмі 2017 року «Відчуття кінця» (роль головного героя Джима Бродбента у дитинстві) і мінісеріалі «Свідок обвинувачення» в головній ролі обвинуваченого у справі про вбивство Леонарда Воула.
З'явився у воєнному фільмі «Дюнкерк» і зіграв разом із Сіршою Ронан у фільмі «На пляжі Чезіл», екранізації роману Яна Мак'юена. Отримав ролі в екранізації «Чайки» Антона Чехова та у фільмі Netflix «Король поза законом».
Став обличчям Prada S/S16, знятий Крейгом Макдіном.
2019 року знявся разом з Річардом Гіром і Гелен Маккрорі в драматичному серіалі BBC «МатиБатькоСин» за сценарієм Тома Роба Сміта, з Джоді Комер знявся в епізодичних ролях у фільмі «Зоряні війни: Скайвокер. Сходження» в ролі батьків Рей Датана і Міраміра.
2021 року з'явився у серіалі BBC «Змій» у ролі Германа Ніппенберга та серіалі BritBox «Звір повинен померти» як Найджел.
У лютому 2022 року знявся у мінісеріалі «Хлоя» в ролі Елліотта, з'явившись у всіх шести епізодах. З'явився у фільмі «Під прапором небес» у ролі Аллена Лафферті, який боровся зі своєю вірою після вбивства своєї дружини Бренди (Дейзі Еджер-Джонс). У другій половині 2022 року зіграв головну роль на сцені Bristol Old Vic у постановці Джона Гайдара«Гамлет» Шекспіра.
2024 року зіграв боксера 1970-х років у фільмі «Малюк Сноу» і знявся в мінісеріалі Netflix «Чудова пара» в ролі Бенджі Вінбері, сина багатої родини. А також відомо про його участь у фільмі «Солодких снів».

## Фільмографія
| Рік       |    | Українська назва                   | Оригінальна назва                | Роль                    |
| --------- | -- | ---------------------------------- | -------------------------------- | ----------------------- |
| 2014      | с  | Клей                               | Glue                             | Джеймс Ворвік           |
| 2014      | с  | Віра                               | Vera                             | Біллі                   |
| 2014      | с  | Нові світи                         | New Worlds                       | Джозеф                  |
| 2015      | тф | Сидр з Розі                        | Cider with Rosie                 | Джеймс Гарріс           |
| 2016      | с  | Свідок обвинувачення               | The Witness for the Prosecution  | Леонард Воул            |
| 2017      | ф  | Відчуття кінця                     | The Sense of an Ending           | молодий Тоні Вебстер    |
| 2017      | ф  | Дюнкерк                            | Dunkirk                          | старшина                |
| 2017      | ф  | На пляжі Чесіл                     | On Chesil Beach                  | Едвард                  |
| 2018      | ф  | Чайка                              | The Seagull                      | Костянтин Треплєв       |
| 2018      | ф  | Король поза законом                | Outlaw King                      | Едуард, принц Уельський |
| 2019      | ф  | Зоряні війни: Скайвокер. Сходження | Star Wars: The Rise of Skywalker | Датан Палпатін          |
| 2019      | с  | МатиБатькоСин                      | MotherFatherSon                  | Каден Фінч              |
| 2020—2021 | с  | Звір повинен померти               | The Beast Must Die               | Найджел Стренджвейс     |
| 2021      | с  | Змій                               | The Serpent                      | Герман Кніппенберг      |
| 2022      | с  | Хлоя                               | Chloe                            | Елліот Ферборн          |
| 2022      | с  | Під прапором небес                 | Under the Banner of Heaven       | Аллен Лафферті          |
| 2022      | ф  | Нескінченна буря                   | Infinite Storm                   | Джон                    |
| 2024      | ф  | Малюк Сноу                         | Kid Snow                         | Сноу                    |
| 2024      | с  | Чудова пара                        | The Perfect Couple               | Бенджі Вінбері          |